# Daniel Fernandes (judoka)
Daniel Fernandes (ur. 14 marca 1973) – francuski judoka. Olimpijczyk z Aten 2004, gdzie zajął piąte miejsce w wadze lekkiej.
Wicemistrz świata w 2003; uczestnik zawodów w 2001, 2005 i 2007. Trzykrotny medalista w zawodach drużynowych. Startował w Pucharze Świata w latach 1995-2001 i 2005-2008. Wicemistrz Europy w 2006; trzeci w 2001 i 2005 roku, a także zdobył cztery medale w zawodach drużynowych.

## Letnie Igrzyska Olimpijskie 2004
| Konkurencja | Eliminacje          | Eliminacje             | Eliminacje                | Finały                  | Finały              | Klas. końcowa |
| Konkurencja | Przeciwnik I        | Przeciwnik II          | 1/4                       | 1/2                     | o 3. miejsce        | Miejsce       |
| ----------- | ------------------- | ---------------------- | ------------------------- | ----------------------- | ------------------- | ------------- |
| 73 kg       | Xie Jianhua (CHN) Z | Jo’el Razwozow (ISR) Z | Leandro Guilheiro (BRA) Z | Witalij Makarow (RUS) P | Jimmy Pedro (USA) P | 5.            |